# Estación de San Mauricio (Valais)
La estación de San Mauricio es la principal estación ferroviaria de la comuna suiza de San Mauricio, en el Cantón del Valais.

## Historia y situación

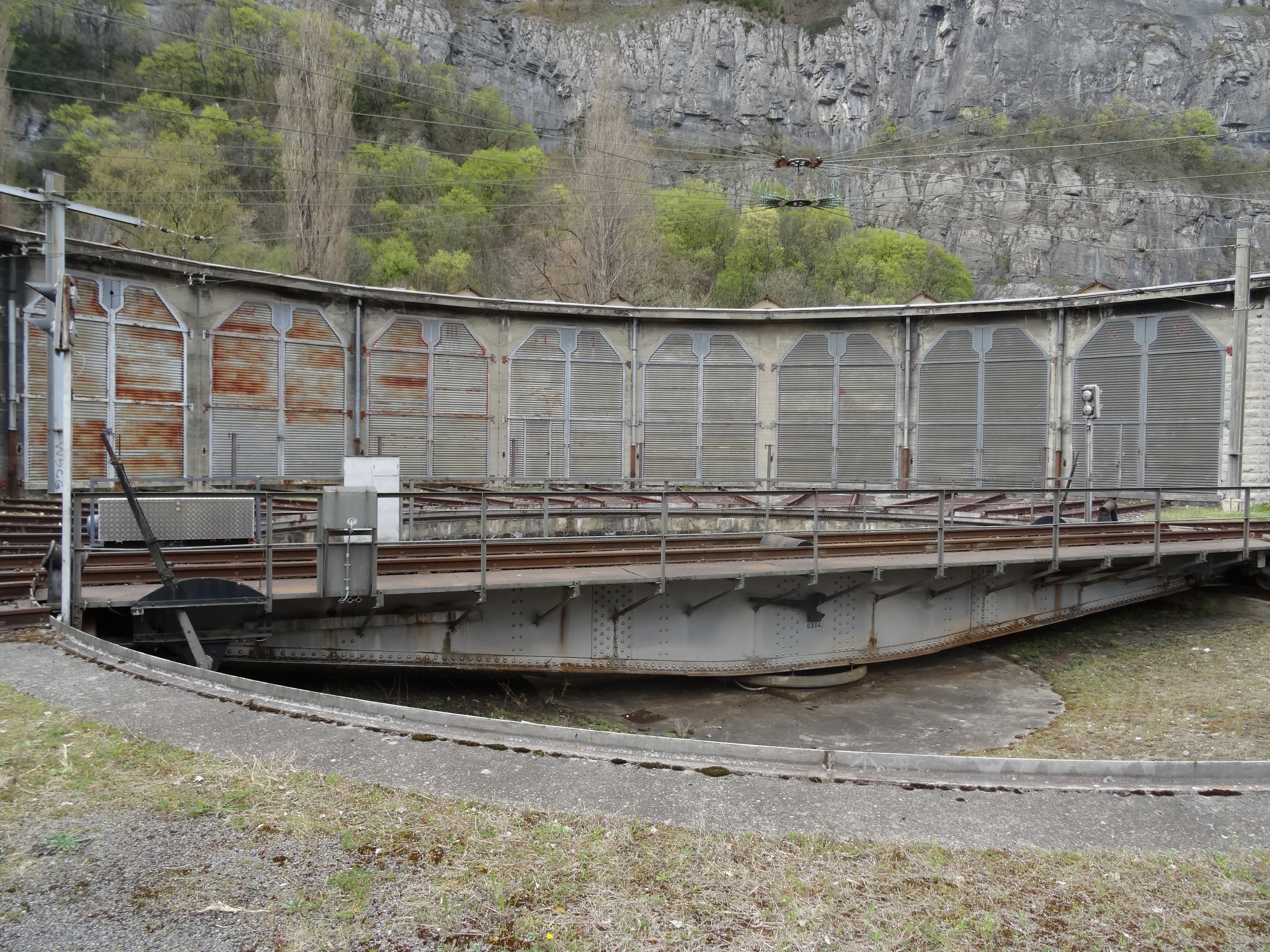
Placa giratoria en la estación de San Mauricio.

La estación de San Mauricio fue inaugurada en el año 1859 con la puesta en servicio del tramo Le Bouveret - San Mauricio - Martigny, que pertenece el primer segmento a la línea del Tokin y el segundo, a la línea Lausana - Brig, más conocida como la línea del Simplon. En 1860 entró en servicio el tramo Bex - San Mauricio que conectaba a la ciudad con Lausana.
Se encuentra ubicada en el oeste del núcleo urbano de San Mauricio, cuenta con tres andenes, dos centrales y otro lateral, a los que acceden cinco vías pasantes, y a las que hay que sumar otras siete vías pasantes, usadas en muchos casos para el apartado y estacionamiento de material, así como vías toperas con el mismo fin y un depósito que cuenta con una placa giratoria.
En términos ferroviarios, la estación se sitúa en la línea Lausana - Brigy es el inicio de la línea . Sus dependencias ferroviarias colaterales son la estación de Bex hacia Lausana, la estación de Massongex hacia Saint-Gingolph y la estación de Evionnaz en dirección Brig.

## Servicios ferroviarios
Los servicios ferroviarios de esta estación están prestados por SBB-CFF-FFS y por RegionAlps, empresa participada por los SBB-CFF-FFS y que opera servicios de trenes regionales en el Cantón del Valais:

### Larga distancia
- IR Ginebra-Aeropuerto - Ginebra-Cornavin - Nyon - Morges - Lausana - Vevey - Montreux - Aigle - Bex - San Mauricio - Martigny - Sion - Sierre - Leuk - Visp - Brig.

### Regional
- RE Lausana - Vevey - Montreux - Villeneuve - Aigle - Bex - San Mauricio. Solo opera en horas punta.
- R Lausana - San Mauricio. Solo un tren por sentido en día laborables. Realiza un mayor número de paradas que el RegioExpress que cubre el mismo trayecto
- R Saint-Gingolph - Monthey - San Mauricio - Sion - Brig. Efectúa parada en todas las estaciones y apeaderos del trayecto. Algunos trenes solo realizan el trayecto Monthey - Brig. Operado por RegionAlps.

### RER Vaud
A la estación llegan algunos servicios aislados de la línea S 1 Yverdon-les-Bains - Lausana - Vevey - Montreux - Villeneuve por la noche y circulan en dirección opuesta a primera hora de la mañana.